# Olga Germanowna Wassiltschenko
Olga Germanowna Wassiltschenko (russisch Ольга Германовна Васильченко, * 8. November 1956) ist eine ehemalige sowjetische Ruderin.

## Biografie
Olga Wassiltschenko gewann bei den Weltmeisterschaften 1978 im neuseeländischen Hamilton zusammen mit Reet Palm, Jelena Chlopzewa, Nadeschda Kosotschkina und Steuerfrau Nadeschda Tschernyschowa die Bronzemedaille. Zudem war sie Teil der sowjetischen Crew, die bei den Olympischen Sommerspielen 1980 in Moskau Silber in der Regatta mit dem Doppelvierer gewann. Zur Besatzung gehörten neben Wassiltschenko auch: Jelena Matijewskaja, Antonina Pustowit, Nadeschda Ljubimowa und Steuerfrau Nina Tscheremissina.